# 東京都立練馬高等学校
東京都立練馬高等学校（とうきょうとりつねりまこうとうがっこう）は、東京都練馬区春日町四丁目に所在する都立高等学校。近所に位置する東京都立練馬工科高等学校と区別するため、練高（ねりたか）の通称で呼ばれている。

## 概要
1964年（昭和39年）団塊の世代の高校進学者数の増加や練馬区の宅地開発進展に伴い、新設校として開校。学校群制度時代は武蔵丘・鷺宮と31群を組んでいたが、1978年からは単独選抜校となった。2010年度より部活動推進校に指定された。生活指導にも力を入れており、染髪は禁止となっている。

## 沿革
- 1963年（昭和38年） 設置認可。
- 1964年 東京都立練馬高等学校として開校。第1回入学式挙行。
- 1967年 学校群制度開始、武蔵丘・鷺宮と31群を組む。
- 1978年 学校群を外れて単独選抜へ移行。
- 1992年（平成4年） 校舎・格技棟・プール・多目的コート・運動場改築。
- 2000年 体育館改築。
- 2003年 創立40周年記念式典挙行。

## 交通
- 都営地下鉄大江戸線練馬春日町駅 徒歩15分
- 東京メトロ有楽町線・副都心線平和台駅 徒歩20分
- 国際興業バス光01・光02・光04 「田柄中学校」下車徒歩3分
- 西武バス練47 「練馬高校」下車徒歩5分

## 著名な出身者
- 長妻昭 - 衆議院議員、元厚生労働大臣
- 伊部菊雄 - カシオ計算機の技術者、G-SHOCKの開発で知られる
- 西山浩司 - 俳優、タレント
- 羽岡邦男 - 心理学者、元アナウンサー
- 島崎路子 - アイドル歌手、女優　※高校2年まで在学
- 大泉山勇希 - 俳優、タレント
- 重松健太郎 - サッカー選手（カマタマーレ讃岐）
- 宮阪政樹 - サッカー選手（ザスパクサツ群馬）